# شون سانت ليدجر

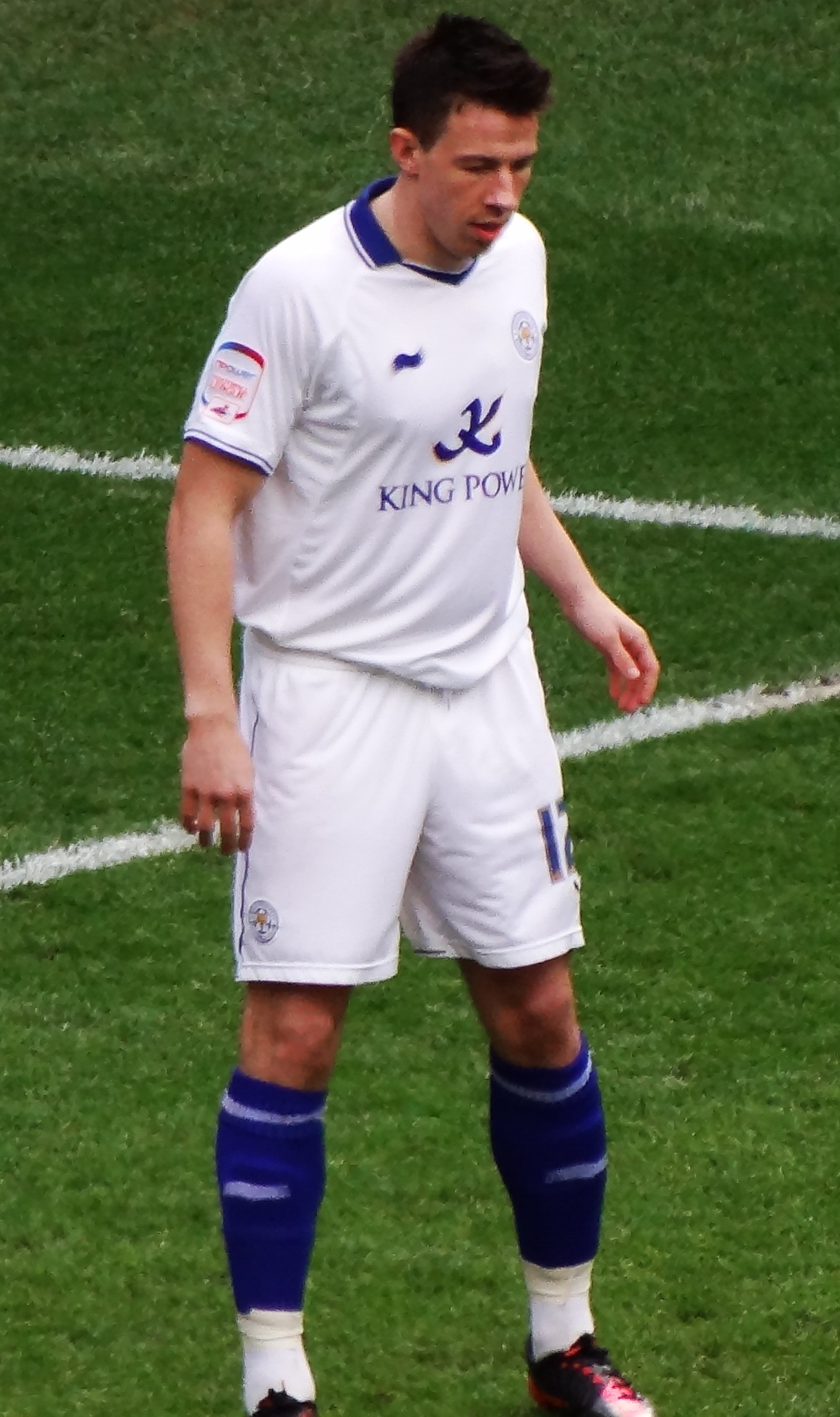

شون سانت ليدجر هول (بالإنجليزية: Sean Patrick St Ledger-Hall)‏ (مواليد 28 ديسمبر 1984 في برمينغهام) لاعب كرة قدم أيرلندي دولي يمتاز باللعب في مركز الدفاع . يلعب حاليا لصالح نادي بريستون نورث إند الإنجليزي منذ 2006 .

## روابط خارجية
- شون سانت ليدجر على موقع الاتحاد الدولي (مؤرشف)  (الإنجليزية)
- شون سانت ليدجر على موقع الاتحاد الأوربي (الإنجليزية)
- شون سانت ليدجر على موقع الدوري الأمريكي (الإنجليزية)
- شون سانت ليدجر على موقع قاعدة بيانات كرة القدم.إي يو (الإنجليزية)
- شون سانت ليدجر على موقع ناشيونال فوتبول تيمز (الإنجليزية)
- شون سانت ليدجر على موقع Soccerbase.com (لاعب) (الإنجليزية)
- شون سانت ليدجر على موقع Soccerway.com (الإنجليزية)
- شون سانت ليدجر على موقع عالم كرة القدم.نت (الإنجليزية)
- شون سانت ليدجر على موقع AS.com (الإسبانية)